# 酒井岩造
酒井 岩造（さかい いわぞう、1846年8月2日（弘化3年6月11日） - 1915年（大正4年）7月29日）は、日本の政治家、衆議院議員（1期）。大津市長。

## 経歴
滋賀県出身。漢学を学ぶ。大津市会議員、同参事会員、大津市助役、大津市長となる。
1903年の第8回衆議院議員総選挙において大津市選挙区から立憲政友会公認で立候補して当選する。衆議院議員を1期務め、1904年の第9回衆議院議員総選挙で落選した。1915年に死去した。